# Bắc Cảng

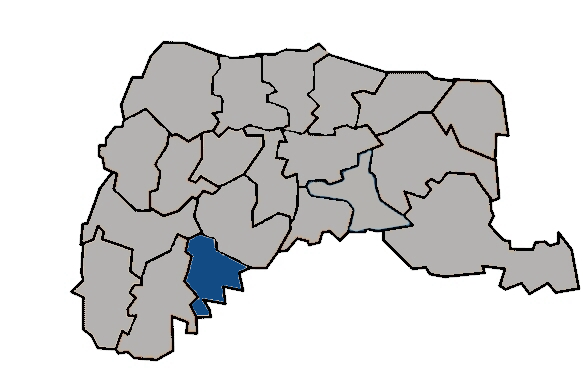
Vị trí tại Vân Lâm

Bắc Cảng (tiếng Trung: 北港鎮; bính âm: Běigǎng Zhèn) là một trấn của huyện Vân Lâm, tỉnh Đài Loan, Trung Hoa Dân Quốc (Đài Loan). Trấn nằm ven sông Bắc Cảng và xưa kia là nơi cư trú của bộ tộc Hoanya. Trên địa bàn trấn có trụ sở của trường Đại học Y-Dược Trung Quốc và miếu Triêu Thiên Bắc Cảng nổi tiếng. Tổng diện tích của Bắc Cảng là 41,4999 km², dâm số vào tháng 8 năm 2011 là 42.701 người thuộc 15.459 hộ gia đình, mật độ cư trú đạt 1028,9 người/km².